# Vivodina
Vivodina je malo selo u Hrvatskoj smješteno između gorja Žumberaka i grada Ozlja. Ima 75 stanovnika (2001.). Vrlo je znano po vinarskoj tradiciji.

## Povijest
Vrlo staro selo Vivodina spominje se u spisima već 1321. godine, kada je darovana kostanjevičkom samostanu od sinova bana Stjepana Babunića Ivana, Jurja, Dionizija i Pavla. Krajobraz nadvisuje visoki vitak zvonik župne crkve svetog Lovre s lijepom baroknom kapom, lanternom i lukovicom (arhitekt: Lovrenc Prager). Vanjština, a osobito unutarnji prostor s vrijednim inventarom odaje vrsne graditelje i osebujni barokni plan gradnje. Ova je crkva jedan od najvrjednijih spomenika baroknog graditeljstva ozaljskog kraja. I priroda se u vivodinskom kraju odlikuje iznimnom privlačnošću. Selo je smješteno na hrptu brijega te se s lijeve i desne strane otvara prekrasan pogled na gustu šumu, duboke dolove, raštrkane zaseoke, vinorodne brežuljke. Između šume i gorica nalazi se čak 26 sela i zaselaka. To je vinogradski kraj sa sedam stoljetnom tradicijom.

## Stanovništvo
- 2001. – 75
- 1991. – 56 (Hrvati – 56)
- 1981. – 44 (Hrvati – 42, Srbi – 1, ostali – 1)
- 1971. – 41 (Hrvati – 40, ostali – 1)

## Poznate osobe
- Ivan Rupert Gusić
- Iz Vivodine su podrijetlom roditelji američke košarkaške legende Georgea Mikana.